# Predbožićna noćna mora
Predbožićna noćna mora Tima Burtona (eng. Tim Burton's The Nightmare Before Christmas) glazbeni je animirani film iz 1993. sniman tehnikom stop animacije. Film govori o stanovnicima Grada noći vještica (Halloween Town), na čelu s Jackom Skellingtonom, koji pokušavaju prekinuti monotoniju slavljenja Noći vještica novim praznikom, Božićem. "Predbožićnu noćnu moru" režirao je Henry Selick, animator koji se bavi tehnikom stop animacije. Film se jednim dijelom temelji na crtežima i pjesmi Tima Burtona koji je bio i koproducent filma, ali nije ga režirao kako se ponekad misli, iako je bio uključen u njegovo nastajanje.
Film je distribuirao Touchstone Pictures, filmski studio u vlasništvu Walt Disney kompanije. Novu, 3D, verziju filma ponovno je izdao Walt Disney Pictures 20. listopada 2006.

## Sinopsis
Na početku filma upoznajemo se s gradom Noći vještica i njegovom najvećom zvijezdom, Jackom Skellingtonom (Jackom Kosturom), kraljem bundeva. Iako ga njegovi sugrađani vole i poštuju, Jacku je dosadilo stalno ponavljanje Noći vještica i osjeća da nešto nedostaje u njegovom životu. Dok je nakon jedne Noći vještica lutao šumom sa svojim odanim duhom psa, Zeroom, Jack je otkrio krug stabala koje nikad prije nije vidio. Na svakom su stablu bila vrata, ali Jacka su odmah privukla vrata u obliku božićnog drvca. Kad je Jack otvorio ta vrata, bio je uvučen u grad pun snijega, svjetla i sreće. Jacka je očaralo šarenilo i veselje i shvatio je da je možda našao ono što mu u životu nedostaje.
Nakon povratka u grad Noći vještica Jack odmah saziva sastanak građana. Tijekom sastanka otkriva nekoliko predmeta koje je donio iz Božićnog grada. Nažalost, stanovnici Jackovog grada razmišljaju samo o tome kako bi se te igračke mogle iskoristiti za Noć vještica. Frustriran zbog nerazumijevanja, Jack opisuje vladara Božićnog grada na jedini način kojeg stanovnici grada Noći vještica shvaćaju: kao stvorenje crvene boje s dubokim glasom koji se nebom vozi u saonicama i naziva ga "Bijedom Božićkom". Tužan i obeshrabren zbog nemogućnosti svojih prijatelja da shvate Božić, Jack se zatvara u kuću i izvodi mnogo pokusa kako bi pokušao shvatiti smisao Božića. Napokon dolazi do zaključka da je dovoljno samo vjerovati u Božić i obavještava grad o svojoj namjeri da preuzme Božić. Jack zatim zatim svim građanima dodjeljuje određene dužnosti kako bi Božić postao njihov. Zadatak je dobila i Sally, djevojka nalik na lutku koju je stvorio dr. Finkelstein. Njezin je zadatak bio da Jacku sašije odijelo Djeda Božićnjaka, a zadatak dr. Finkelstein bio je da "oživi" nekoliko sobova. Kako bi uspješno završio preuzimanje, Jack zadužuje trojicu mlađih stanovnika, Locka, Shocka i Barrela, da "otmu Bijeda Božićka". Nakon što oni zabunom otmu Uskrsnog zeca, na kraju mu ipak dovedu Djeda Božićnjaka. Jack im zabrani da ga odvedu Oogieju Boogieju, najvećem negativcu u filmu, ali oni ipak odvedu Djeda k njemu. Unatoč Jackovim naporima da učini Božić sretnim, stanovnici grada pomiješaju ideje Božića i Noći vještica stvarajući izopačene igračke i ukrase.
Sally, koja je potajno zaljubljena u Jacka, dobije viziju nadolazećih katastrofa i pokuša ga upozoriti da preuzimanje nečega o čemu ništa ne zna nije dobra ideja. Međutim, Jack se previše uživio u svoje fantazije pa ona pokušava spriječiti Jackov odlazak stvarajući velike količine magle; ipak, Zeroov svijetleći nos omogućava Jacku da vidi.
Na Badnjak Jack kreće iz grada Noći vještica kako bi s cijelim svijetom podijelio igračke iz svojeg grada. Nažalost, stanovnici stvarnog svijeta ne prihvaćaju te izopačene igračke i počinju nazivati policiju prijavljujući napade igračaka i "leteći kostur". Uskoro je pozvana i vojska kako bi se obračunala s varalicom koji se izdaje za Djeda Božićnjaka i nakon nekog vremena uspijevaju srušiti Jackove leteće saonice. Istovremeno Sally pokušava spasiti pravog Djeda Božićnjaka kako bi sve ispravila. Međutim, tijekom njezinog pokušaja spašavanja i nju je zarobio Oogie Boogie, koji već drži Djeda. Drugi stanovnici grada Noći vještica svjedoče Jackovom padu i bojeći se najgoreg počinju ga oplakivati.
U međuvremenu stanovnici stvarnog svijeta bivaju obaviješteni da nije moguće pronaći pravog Djeda Božićnjaka te da se zbog toga mora otkazati Božić. Nakon što se osvijestio na groblju među ostacima svojeg propalog Božića, Jack čuje te vijesti i shvaća svoju glupost. Shvaća da je njegova uloga u životu da bude kralj bundeva i zavjetuje se da će sljedeću Noć vještica učini najboljom do tad. U pokušaju da spasi Božić Jack se vraća u grad Noći vještica kako bi spasio Djeda Božićnjaka, ali i Sally te pobijedio Oogieja. Djed Božićnjak obavještava Jacka da on lako može spasiti Božić zato što je on ipak Djed Božićnjak te zatim čarobno izlazi kroz dimnjak i ponovno uspostavlja mir u stvarno svijetu zamijenivši sve Jackove darove svojima. Jack vraća sreću među stanovnike svojeg grada, a Djed leti iznad grada Noći vještica želeći sretnu Noć vještica njegovim stanovnicima dok Jack odgovara Djedu sa Sretan Božić. Djed međutim, donosi i snijeg stanovnici grada Noći vještica, a oni napokon shvaćaju duh Božića.
Naposljetku Sally otkriva svoje prave osjećaje prema Jacku i film završava poljupcem.

## Prvotna ideja
Originalne ideje za film došle su od Tima Burtona dok je radio za Disney kao animator. Burton je izjavio da ga je inspirirao boravak u trgovini u kojoj su zaposlenici zamjenjivali proizvode vezane za Noć vještica onima vezanima za Božić. Također, Burton je volio božićne filmove kao što su Kako je Grinch ukrao Božić i Rudolph, sob s crvenim nosom. 
U jednom je intervjuu opisao Predbožićnu noćnu moru gotovo kao suprotnost Grinchu zato što Jack, umjesto želje da uništi Božić, ima želju slaviti, ali ga slučajno zamalo uništi. Dok je radio Burton je na komadu papira napisao pjesmu i nacrtao nekoliko crteža. Te su prvotne verzije uključivale Jacka, Zerooa i Djeda Božićnjaka.

## Glumci (glasovi)
- Chris Sarandon - Jack Skellington
- Danny Elfman - Jack Skellington (pjevač), Barrel, Klaun uplakanog lica
- Catherine O'Hara - Sally, Shock
- William Hickey - Dr. Finklestein
- Glenn Shadix - Gradonačelnik grada Noći vještica
- Susan McBride - Velika vještica
- Paul Reubens - Lock
- Ken Page - Oogie Boogie
- Ed Ivory - Djed Božićnjak
- Greg Proops - Demon, svirač saksofona, Vrag
- Carmen Twillie - Čudovište pod stubama, Podvodna cura
- Debi Durst - Mama Truplo, Dijete Truplo, Zeldaborn Mala vještica
- Randy Crenshaw - gospodin Hyde, Behemoth, vampir
- Kerry Katz - Čudovište pod stubama (pjevač), Tata Truplo, vampir
- Sherwood Ball - Dijete mumija, vampir
- Glenn Walters - Vukodlak

- Ostale su glasove posudili Richard Baker, Mia Brown, L. Peter Callender, Judi M. Durand, Ann Fraser, Doris Hess, Daamen J. Krall, Jennifer Levey, Christina MacGregor, David McCharen, Jesse McClurg, John Morris, Robert Olague, Bobbi Page, Elena Praskin, Gary Raff, David Randolph, Gary Schwartz, i Trampas Warman.

Napomena: Na glazbenom albumu s pjesmama iz filma Patrick Stewart je pripovjedač prve pjesme. Druga pjesma, koju također čita Stewart, na albumu se pojavljuje prije glazbe odjavne špice; u toj skladbi pripovjedač opisuje svoj posjet gradu Noći vještica mnogo godina nakon događaja prikazanih u filmu.

## Produkcija
Predbožićna noćna mora prvi je animirani film napravljen tehnikom stop animacije na toj razini - cijeli je film napravljen tom tehnikom. Zbog toga je u film moralo biti uloženo mnogo mašte i inovativnosti. Kako bi producirao film Tim Burton okupio je nekolicinu animatora, umjetnika i drugih filmskih radnika koji su radili na filmu, a osnovao je i produkcijsku tvrtku nazvanu Skellington Studios. Jednom kad su setovi bili odobreni napravljene su njihove kartonske makete koje su poslužile kao predložak za gradnju pravih setova. Lutke su konstruirane s veoma detaljnim metalnim kosturom, a zatim su se na njih nanosili dodatni slojevi. Zatim su lutke bile poslane na završno bojanje i usavršavanje.
Filmska je ekipa često morala improvizirati rješenja problema s kojima su se susretali tijekom produkcije. Neki od tih problema bili su i davanje različitih izraza lica lutkama i učiniti ih uvjerljivima dok govore. To se postiglo na mnogo različitih načina. Neke su lutke imale usta koja su se pokretala ručno dok su druge lutke, kao na primjer Jack, imale stotine različitih izmjenjivih glava kako bi mogle imati veći broj izraza lica. Sallyina je lutka imala promjenjive maske koje su bile učvršćene u njezinoj kosi zato što joj je kosa bila preduga za veliku količinu glava koje bi se inače koristile.
Sama produkcija filma bila je veoma spor i čak mučan proces te su bile potrebne 3 godine da se završi. Animatori su radili na više različitih setova odjednom kako bi povećali produktivnost, ali za svaki su tjedan rada dobivali tek minutu stvarnog trajanja filma. Animatori su morali biti veoma oprezni na setovima zato što je samo jedan udarac mogao uništiti cijelu scenu, a to bi značilo da moraju početi iznova.
Nakon što je produkcija filma završena setovi i lutke imali su različite sudbine. Henry Selick zadržao je mnoge rekvizite korištene u filmu u svojoj osobnoj kolekciji, a i neki su animatori sa sobom ponijeli lutke. Mnogi su setovi jednostavno uništeni zato što ih je bilo mnogo i zauzimali su mnogo mjesta. Mnoge su lutke s više ljudskom strukturom rasparane i njihova je armatura izvađena zato što su bile rađene po narudžbi i veoma skupe, a kosturi su se mogli dobro iskoristiti. 

## Uspjeh i nasljeđe
Noćna je mora premijerno prikazana 29. listopada 1993. Iako je uglavnom primala pozitivne kritike film je teško pronalazio publiku. S vremenom je zaradio 50 milijuna dolara, ali ipak nije bio uspješan kao neki drugi Disneyjevi filmovi tog vremena. Film je 1994. nominiran za Zlatni Globus u kategoriji najbolje originalne glazbe i za Oscara za najbolje vizualne efekte; međutim, izgubio je u oba slučaja. No, također je bio nominiran za nagradu Saturn u kategorijama najbolji fantastični film; najbolja glazba; te nagrade je i osvojio.
Kad je film izašao na videu polako se počeo širiti njegov krug obožavatelja. Od 2000. godine film je postajao sve popularniji, a smatra se čak i blagdanskim klasikom.
Isti studio koji je producirao Predbožićnu noćnu moru kasnije je stvorio još jedan film u stop animaciji koji se temeljio na knjizi Roalda Dahla, James i divovska breskva koja je također doživjela uspjeh.
Tim Burton se 2005. vratio tehnici stop animacije s filmom Mrtva nevjesta kojeg je distribuirao Warner Bros. Iako je film bio uspoređivan s Predbožićnom noćnom morom primio je pozitivne kritike.
20. listopada 2006. u odabranim se kinima u SAD-u počelo prikazivati novo 3D izdanje filma. Zajedno s izlaskom filma Disney je 24. listopada 2006. u prodaju pustio i posebni album s dva diska s pjesmama iz filma. Na alubumu su surađivali glazbeni kao što su Fall Out Boy, Marilyn Manson, Panic! At The Disco, Fiona Apple i She Wants Revenge.

## Drugi proizvodi
Predbožićna noćna mora postala je jedna od najuspješnijih franšiza ikad što se tiče prodaje različitih proizvoda, a mnogi su originalni proizvodi postali veoma rijetki, a tako i poželjni za skupljanje.

### Videoigre
Videoigra temeljena na originalnom filmu puštena je u prodaju 2005. Predbožićna noćna mora: Oogiejeva osveta je akcija/avantura koju je razvio japanski Capcom za PlayStation 2 i Xbox. Igra je zamišljena kao nastavak filma i u njoj se ponovno pojavljuju svi dobro poznati likovi iz filma. Radnja igre mnogo je mračnija od radnje filma, a mogu se čuti i nove, poboljšane verzije pjesama. U priči Jack odlazi iz grada Noći vještica kako bi zadovoljio svoju znatiželju. Tijekom Jackovog izbivanja Oogie Boogie je nažalost vraćen u život. Do Jackovog povratka čudovište je preuzelo grad Noći vještica i uvjerilo njegove stanovnike da ih je Jack napustio. Sada Jack mora zaustaviti Oogieja Boogijea u provođenju njegovih planova da preuzme druge blagdanske svjetove, ali i "stvarni" svijet.
Igra za GBA, Predbožićna noćna mora: Kralj bundeva izašla je u jesen 2005. Za razliku od igara za PlayStation 2 i Xbox, igra za GBA funkcionira kao prednastavak filma. Kralj bundeva je akcijska igra u kojoj igrač kontrolira Jacka Skellingtona i koristi se brojnim oružjima u borbi s neprijateljima i svladavanju zapreka. Radnja igre usredotočena je na prvi susret Jacka i njegovog zakletog neprijatelja, Oogieja Boogieja. Radnja počinje kad u grad Noći vještica upadnu čudni kukci. Jack uskoro otkriva da kukce kontrolira Oogie Boogie koji želi preuzeti kontrolu nad gradom. Zato Jack i njegovi prijatelji, među kojima su i Zero, Sally i dr. Finkelstein, moraju zaustaviti Oogieja i spasiti Noć vještica.

### TCG
U rujnu 2005. izašla je igra s kartama Predbožićna noćna mora. u ožujku 2006. izašao je i novi set karata: Božićni grad, a u to je vrijeme izdana i oprema za turnire u toj igri.

### Stripovi
Likovi iz Predbožićne noćne more pojavili su se i na stranicama stripova i to u mangama. Prilagodbu filma koju je napravio Jun Asaga i izdao Kodansha kasnije je na engleski preveo Disney Press. Jack se također pojavljuje i kao sporedni lik u adaptaciji videoigre Kingdom Hearts Šira Amana. Aluzija na film pojavljuje se i u mangi Wallflower Tomoka Hajakave.

## Zanimljivosti
- Tim Burton je rekao da je naslovnu pjesmu inspirirala zamjena proizvoda vezanih za Noć vještica onima vezanima za Božić u jednoj trgovini.
- Dvije igračke koje Jack dostavlja aludiraju na film Batman se vraća kojeg je režirao Tim Burton. Jedna od igračaka je zla patkica na kotačima, Pingvinovo vozilo u Batmanu, a druga je zla lutka mačke koja ima istu glavu kao i maskota Shreckove korporacije.
- To je prvi film koji je u potpunosti nastao korištenjem stop animacije.
- Na kraju filma mogu se vidjeti vampiri koji igraju hokej s bundevom. Ta je scena u originalu snimana s modelom glave Tima Burtona, ali kasnije ju je zamijenila bundeva.
- Jacka Skellingtona može se vidjeti kao kapetana gusarskog broda u filmu James i divovska breskva.

## Vanjske poveznice
- Predbožićna noćna mora u internetskoj bazi filmova IMDb-a
- 3D verzija iz 2006. - službene stranice nove verzije filma iz 2006.